# 马建乡
马建乡，是中华人民共和国宁夏回族自治区固原市西吉县下辖的一个乡镇级行政单位。

## 行政区划
马建乡下辖以下地区：
马建村、台子村、刘垴村、杨路村、土窝村、白台村、庞湾村、陈家大坪村、大湾村、白虎村、周吴村、张湾村和通化村。